# Черваска
Черваска (італ. Cervasca, п'єм. Servasca) — муніципалітет в Італії, у регіоні П'ємонт,  провінція Кунео.
Черваска розташована на відстані близько 500 км на північний захід від Рима, 80 км на південь від Турина, 7 км на захід від Кунео.
Населення — 5018 осіб (2014).
Щорічний фестиваль відбувається 16 липня. Покровитель — Madonna del Carmine.

## Демографія
Населення за роками:

Станом на 1 січня 2023 року в муніципалітеті офіційно проживало 308 іноземців з 44 країн, серед них 81 громадянин країн Євросоюзу та 4 громадяни України.

## Сусідні муніципалітети
- Бернеццо
- Каральйо
- Кунео
- Роккаспарвера
- Віньйоло